# 172-га резервна дивізія (Третій Рейх)
172-га резервна дивізія (Третій Рейх) (нім. 172. Reserve-Division) — резервна піхотна дивізія Вермахту, що входила до складу німецьких сухопутних військ у роки Другої світової війни.

## Історія
172-га резервна дивізія була сформована 23 листопада 1944 року шляхом перейменування дивізії № 172.

## Райони бойових дій
- Німеччина (листопад 1944 — травень 1945).

## Командування

### Командири
- генерал-лейтенант Ріхард фон Шверін (нім. Richard von Schwerin) (23 листопада 1944 — 14 січня 1945);
- генерал-майор Мартін Бальцер (нім. Martin Baltzer) (14 січня — березень 1945)
- генерал-лейтенант, доктор Ганс Бельзен (нім. Hans Boelsen) (березень — 8 травня 1945)

### Підпорядкованість
| Час      | Корпус  | Армія | Група армій (округ) | Штаб   |
| -------- | ------- | ----- | ------------------- | ------ |
| 1944     |         |       |                     |        |
| листопад | LXVI ак | 7 А   | Група армій «B»     | Айфель |

### Склад
| 1943                               |
| ---------------------------------- |
| 34-й резервний гренадерський полк  |
| 36-й резервний гренадерський полк  |
| 33-й резервний артилерійський полк |
| 33-й інженерний батальйон          |
| 34-й інженерний батальйон          |
| 172-й інженерний батальйон         |
| 66-й зенітний дивізіон             |